# Plœuc-sur-Lié
Plœuc-sur-Lié korábbi község Franciaországban, Côtes-d’Armor megyében. Lakosainak száma 3328 fő (2018. január 1.). Plœuc-sur-Lié L’Hermitage-Lorge községgel határos.
2016. január 1-jén L’Hermitage-Lorge korábbi községgel egyesült és az így létrejött Plœuc-L’Hermitage új község része lett.

## Népesség
A település népességének változása:
| Lakosok száma | 2960 | 2932 | 2901 | 2932 | 2937 | 3224 | 3302 | 4132 | 3308 | 3328 |
|               | 1962 | 1968 | 1975 | 1990 | 1999 | 2008 | 2013 | 2016 | 2017 | 2018 |